# Championship League 2011
Die Championship League 2011 war ein Einladungsturnier der Snooker-Saison 2010/11. An 4 Terminen verteilt über 3 Monate fanden insgesamt 7 Gruppenrunden und die finale Winners’ Group statt. Zum vierten Mal seit 2008 trafen sich eingeladene Spieler im Crondon Park Golf Club nahe der kleinen Ortschaft Stock in der Grafschaft Essex.
Vorjahressieger Marco Fu griff erst in Gruppe 7 ins Turnier ein und konnte sich nicht für die Finalgruppe qualifizieren. Der Gruppensieger Matthew Stevens gewann anschließend die Winners’ Group und besiegte im Finale Shaun Murphy mit 3:1. Fünfeinhalb Jahre nach seinem Sieg beim Pot Black 2005 gewann der Waliser damit seinen 6. und letzten Profititel.

## Preisgeld
Anders als bei anderen Turnieren richtet sich die Prämie nicht nur nach der erreichten Runde, sondern zusätzlich nach der Zahl der gewonnenen Frames. Seit Beginn erfolgte die Verteilung wie folgt:
| Gruppen 1–7                            | Preisgeld |
| -------------------------------------- | --------- |
| Sieger                                 | 3.000 £   |
| Finalist                               | 2.000 £   |
| Halbfinalist                           | 1.000 £   |
| Prämie pro Framegewinn (K.-o.-Phase)   | 300 £     |
| Prämie pro Framegewinn (Gruppenspiele) | 100 £     |
| Höchstes Break                         | 500 £     |

| Winners’ Group                         | Preisgeld |
| -------------------------------------- | --------- |
| Turniersieger                          | 10.000 £  |
| Finalist                               | 5.000 £   |
| Halbfinalist                           | 3.000 £   |
| Prämie pro Framegewinn (K.-o.-Phase)   | 300 £     |
| Prämie pro Framegewinn (Gruppenspiele) | 200 £     |
| Höchstes Break                         | 1.000 £   |

## Qualifikationsgruppen
Ablauf: In jeder der sieben Gruppen treten sieben Spieler im Round-Robin-Modus gegeneinander an. Die ersten vier Spieler jeder Gruppe kommen weiter in die K.-o.-Phase, in der um den Gruppensieg gespielt wird. Der Gewinner qualifiziert sich für die abschließende Winners’ Group. Die in der K.-o.-Phase unterlegenen Spieler sowie der auf Rang 5 platzierte Spieler treten in der folgenden Gruppe zusammen mit drei neuen Spielern wieder an. Die beiden Gruppenletzten scheiden aus.
Beginnend mit dem 3. Januar gab es in den ersten drei Monaten des Jahres drei Termine, auf die das Turnier verteilt wurde. 7 Qualifikationsgruppen und die Winners’ Group wurden nacheinander ausgetragen, bis das Turnier am 24. März beendet war.

### Gruppe 1
Die Spiele der ersten Gruppe fanden am 3. und 4. Januar 2011 statt. Mit nur einem gewonnenen Frame mehr rettete sich Mark Selby in die Play-offs. Er gewann auch beide K.-o.-Matches mit einem Frame Vorsprung und sicherte sich minimalistisch die Endrundenteilnahme. Mit Stephen Maguire und Graeme Dott schieden zwei der drei gestarteten Schotten aus.

#### Gruppenspiele
| Spiel | Spieler 1       | Ergebnis | Spieler 2       |
| ----- | --------------- | -------- | --------------- |
| 1     | John Higgins    | 03:03    | Mark Williams   |
| 2     | Shaun Murphy    | 30:30    | Mark Selby      |
| 3     | Ali Carter      | 23:23    | Stephen Maguire |
| 4     | Graeme Dott     | 32:32    | John Higgins    |
| 5     | Mark Williams   | 32:32    | Shaun Murphy    |
| 6     | Mark Selby      | 31:31    | Ali Carter      |
| 7     | Stephen Maguire | 13:13    | Graeme Dott     |
| 8     | John Higgins    | 31:31    | Shaun Murphy    |
| 9     | Mark Williams   | 13:13    | Mark Selby      |
| 10    | Ali Carter      | 03:03    | Graeme Dott     |
| 11    | Shaun Murphy    | 32:32    | Graeme Dott     |
| 12    | Stephen Maguire | 32:32    | Mark Selby      |

| Spiel | Spieler 1       | Ergebnis | Spieler 2       |
| ----- | --------------- | -------- | --------------- |
| 1     | John Higgins    | 03:03    | Mark Williams   |
| 2     | Shaun Murphy    | 30:30    | Mark Selby      |
| 3     | Ali Carter      | 23:23    | Stephen Maguire |
| 4     | Graeme Dott     | 32:32    | John Higgins    |
| 5     | Mark Williams   | 32:32    | Shaun Murphy    |
| 6     | Mark Selby      | 31:31    | Ali Carter      |
| 7     | Stephen Maguire | 13:13    | Graeme Dott     |
| 8     | John Higgins    | 31:31    | Shaun Murphy    |
| 9     | Mark Williams   | 13:13    | Mark Selby      |
| 10    | Ali Carter      | 03:03    | Graeme Dott     |
| 11    | Shaun Murphy    | 32:32    | Graeme Dott     |
| 12    | Stephen Maguire | 32:32    | Mark Selby      |

| Spiel | Spieler 1     | Ergebnis | Spieler 2       |
| ----- | ------------- | -------- | --------------- |
| 13    | John Higgins  | 13:13    | Stephen Maguire |
| 14    | Mark Williams | 03:03    | Ali Carter      |
| 15    | Mark Selby    | 13:13    | Graeme Dott     |
| 16    | Shaun Murphy  | 03:03    | Stephen Maguire |
| 17    | Mark Williams | 03:03    | Graeme Dott     |
| 18    | John Higgins  | 13:13    | Ali Carter      |
| 19    | Shaun Murphy  | 31:31    | Ali Carter      |
| 20    | Mark Williams | 13:13    | Stephen Maguire |
| 21    | John Higgins  | 23:23    | Mark Selby      |

| Spiel | Spieler 1     | Ergebnis | Spieler 2       |
| ----- | ------------- | -------- | --------------- |
| 13    | John Higgins  | 13:13    | Stephen Maguire |
| 14    | Mark Williams | 03:03    | Ali Carter      |
| 15    | Mark Selby    | 13:13    | Graeme Dott     |
| 16    | Shaun Murphy  | 03:03    | Stephen Maguire |
| 17    | Mark Williams | 03:03    | Graeme Dott     |
| 18    | John Higgins  | 13:13    | Ali Carter      |
| 19    | Shaun Murphy  | 31:31    | Ali Carter      |
| 20    | Mark Williams | 13:13    | Stephen Maguire |
| 21    | John Higgins  | 23:23    | Mark Selby      |

#### Tabelle
| Pos. | Spieler         | Gegner | Gegner | Gegner | Gegner | Gegner | Gegner | Gegner | Partien | Frames | Punkte | Preisgeld NB |
| ---- | --------------- | ------ | ------ | ------ | ------ | ------ | ------ | ------ | ------- | ------ | ------ | ------------ |
| Pos. | Spieler         | HIG    | WIL    | CAR    | SEL    | MUR    | MAG    | DOT    | Partien | Frames | Punkte | Preisgeld NB |
| 1    | John Higgins    |        | 3:0    | 3:1    | 3:2    | 1:3    | 3:1    | 3:2    | 5:1     | 16:9   | 5      | HB3700 £ HB  |
| 2    | Mark Williams   | 0:3    |        | 3:0    | 3:1    | 2:3    | 3:1    | 3:0    | 4:2     | 14:8   | 4      | 2400 £       |
| 3    | Ali Carter      | 1:3    | 0:3    |        | 3:1    | 3:1    | 3:2    | 3:2    | 4:2     | 13:12  | 4      | 4800 £       |
| 4    | Mark Selby      | 2:3    | 1:3    | 1:3    |        | 3:0    | 3:2    | 3:1    | 3:3     | 13:12  | 3      | 6100 £       |
| 5    | Shaun Murphy    | 3:1    | 3:2    | 1:3    | 0:3    |        | 3:0    | 2:3    | 3:3     | 12:12  | 3      | 1200 £       |
| 6    | Stephen Maguire | 1:3    | 1:3    | 2:3    | 2:3    | 0:3    |        | 3:1    | 1:5     | 9:16   | 1      | 0900 £       |
| 7    | Graeme Dott     | 2:3    | 0:3    | 2:3    | 1:3    | 3:2    | 1:3    |        | 1:5     | 9:17   | 1      | 0700 £       |

Qualifikation für das Halbfinale der Gruppe 1
Qualifikation für Gruppe 2

#### K.-o.-Phase
|  | Halbfinale Best of 5 Frames | Halbfinale Best of 5 Frames | Halbfinale Best of 5 Frames |  |  | Finale Best of 5 Frames | Finale Best of 5 Frames | Finale Best of 5 Frames |
|  |                             |                             |                             |  |  |                         |                         |                         |
|  |                             |                             |                             |  |  |                         |                         |                         |
|  | 1                           | John Higgins                | 2                           |  |  |                         |                         |                         |
|  | 4                           | Mark Selby                  | 3                           |  |  |                         |                         |                         |
|  |                             |                             |                             |  |  | 4                       | Mark Selby              | 3                       |
|  |                             |                             |                             |  |  | 3                       | Ali Carter              | 2                       |
|  | 2                           | Mark Williams               | 0                           |  |  |                         |                         |                         |
|  | 3                           | Ali Carter                  | 3                           |  |  |                         |                         |                         |
|  |                             |                             |                             |  |  |                         |                         |                         |

### Gruppe 2
Die Spiele der Gruppe 2 wurden am 5. und 6. Januar ausgetragen. In der Gruppenphase lagen 3 Spieler gleichauf, Mark Williams war es schließlich, der sich in den K.-o-Spielen durchsetzte. Während Ronnie O’Sullivan bei seinem ersten Auftritt bis ins Finale kam, war für Neil Robertson und Jamie Cope die erste Runde im Wettbewerb auch die letzte.

#### Gruppenspiele
| Spiel | Spieler 1         | Ergebnis | Spieler 2         |
| ----- | ----------------- | -------- | ----------------- |
| 1     | Ali Carter        | 31:31    | John Higgins      |
| 2     | Mark Williams     | 03:03    | Shaun Murphy      |
| 3     | Neil Robertson    | 30:30    | Ronnie O’Sullivan |
| 4     | Jamie Cope        | 30:30    | Ali Carter        |
| 5     | John Higgins      | 23:23    | Mark Williams     |
| 6     | Shaun Murphy      | 23:23    | Neil Robertson    |
| 7     | Ronnie O’Sullivan | 03:03    | Jamie Cope        |
| 8     | Ali Carter        | 31:31    | Mark Williams     |
| 9     | John Higgins      | 23:23    | Shaun Murphy      |
| 10    | Neil Robertson    | 23:23    | Jamie Cope        |
| 11    | Mark Williams     | 03:03    | Jamie Cope        |
| 12    | Ronnie O’Sullivan | 23:23    | Shaun Murphy      |

| Spiel | Spieler 1         | Ergebnis | Spieler 2         |
| ----- | ----------------- | -------- | ----------------- |
| 1     | Ali Carter        | 31:31    | John Higgins      |
| 2     | Mark Williams     | 03:03    | Shaun Murphy      |
| 3     | Neil Robertson    | 30:30    | Ronnie O’Sullivan |
| 4     | Jamie Cope        | 30:30    | Ali Carter        |
| 5     | John Higgins      | 23:23    | Mark Williams     |
| 6     | Shaun Murphy      | 23:23    | Neil Robertson    |
| 7     | Ronnie O’Sullivan | 03:03    | Jamie Cope        |
| 8     | Ali Carter        | 31:31    | Mark Williams     |
| 9     | John Higgins      | 23:23    | Shaun Murphy      |
| 10    | Neil Robertson    | 23:23    | Jamie Cope        |
| 11    | Mark Williams     | 03:03    | Jamie Cope        |
| 12    | Ronnie O’Sullivan | 23:23    | Shaun Murphy      |

| Spiel | Spieler 1     | Ergebnis | Spieler 2         |
| ----- | ------------- | -------- | ----------------- |
| 13    | Ali Carter    | 32:32    | Ronnie O’Sullivan |
| 14    | John Higgins  | 13:13    | Neil Robertson    |
| 15    | Shaun Murphy  | 32:32    | Jamie Cope        |
| 16    | Mark Williams | 03:03    | Ronnie O’Sullivan |
| 17    | John Higgins  | 03:03    | Jamie Cope        |
| 18    | Ali Carter    | 13:13    | Neil Robertson    |
| 19    | Mark Williams | 13:13    | Neil Robertson    |
| 20    | John Higgins  | 30:30    | Ronnie O’Sullivan |
| 21    | Ali Carter    | 31:31    | Shaun Murphy      |

| Spiel | Spieler 1     | Ergebnis | Spieler 2         |
| ----- | ------------- | -------- | ----------------- |
| 13    | Ali Carter    | 32:32    | Ronnie O’Sullivan |
| 14    | John Higgins  | 13:13    | Neil Robertson    |
| 15    | Shaun Murphy  | 32:32    | Jamie Cope        |
| 16    | Mark Williams | 03:03    | Ronnie O’Sullivan |
| 17    | John Higgins  | 03:03    | Jamie Cope        |
| 18    | Ali Carter    | 13:13    | Neil Robertson    |
| 19    | Mark Williams | 13:13    | Neil Robertson    |
| 20    | John Higgins  | 30:30    | Ronnie O’Sullivan |
| 21    | Ali Carter    | 31:31    | Shaun Murphy      |

#### Tabelle
| Pos. | Spieler           | Gegner | Gegner | Gegner | Gegner | Gegner | Gegner | Gegner | Partien | Frames | Punkte | Preisgeld NB |
| ---- | ----------------- | ------ | ------ | ------ | ------ | ------ | ------ | ------ | ------- | ------ | ------ | ------------ |
| Pos. | Spieler           | WIL    | OSU    | HIG    | MUR    | CAR    | ROB    | COP    | Partien | Frames | Punkte | Preisgeld NB |
| 1    | Mark Williams     |        | 3:0    | 2:3    | 3:0    | 3:1    | 3:1    | 3:0    | 5:1     | 17:5   | 5      | HB6750 £ HB  |
| 2    | Ronnie O’Sullivan | 0:3    |        | 3:0    | 3:2    | 3:2    | 3:0    | 3:0    | 5:1     | 15:7   | 5      | HB5250 £ HB  |
| 3    | John Higgins      | 3:2    | 0:3    |        | 3:2    | 3:1    | 3:1    | 3:0    | 5:1     | 15:9   | 5      | 2500 £       |
| 4    | Shaun Murphy      | 0:3    | 2:3    | 2:3    |        | 3:1    | 3:2    | 2:3    | 2:4     | 12:15  | 2      | 2200 £       |
| 5    | Ali Carter        | 1:3    | 2:3    | 1:3    | 1:3    |        | 3:1    | 3:0    | 2:4     | 11:13  | 2      | 1100 £       |
| 6    | Neil Robertson    | 1:3    | 0:3    | 1:3    | 2:3    | 1:3    |        | 3:2    | 1:5     | 8:17   | 1      | 0800 £       |
| 7    | Jamie Cope        | 0:3    | 0:3    | 0:3    | 3:2    | 0:3    | 2:3    |        | 1:5     | 5:17   | 1      | 0500 £       |

Qualifikation für das Halbfinale der Gruppe 2
Qualifikation für Gruppe 3

#### K.-o.-Phase
|  | Halbfinale Best of 5 Frames | Halbfinale Best of 5 Frames | Halbfinale Best of 5 Frames |  |  | Finale Best of 5 Frames | Finale Best of 5 Frames | Finale Best of 5 Frames |
|  |                             |                             |                             |  |  |                         |                         |                         |
|  |                             |                             |                             |  |  |                         |                         |                         |
|  | 1                           | Mark Williams               | 3                           |  |  |                         |                         |                         |
|  | 4                           | Shaun Murphy                | 0                           |  |  |                         |                         |                         |
|  |                             |                             |                             |  |  | 1                       | Mark Williams           | 3                       |
|  |                             |                             |                             |  |  | 2                       | Ronnie O’Sullivan       | 2                       |
|  | 2                           | Ronnie O’Sullivan           | 3                           |  |  |                         |                         |                         |
|  | 3                           | John Higgins                | 0                           |  |  |                         |                         |                         |
|  |                             |                             |                             |  |  |                         |                         |                         |

### Gruppe 3
Die Partien der Gruppe 3 fanden am 24. und 25. Januar statt. Zum dritten Mal gewann Mark Selby souverän die Platzierungsrunde, zum dritten Mal verlor er im K.-o., knapp besser war im Endspiel Neil Robertson, der im zweiten Anlauf die Qualifikation für die Endrunde schaffte. Von drei Neuzugängen schieden mit Martin Gould und Stephen Hendry erneut zwei sofort wieder aus, nur Jamie Cope rettete sich in die nächste Gruppe.

#### Gruppenspiele
| Spiel | Spieler 1      | Ergebnis | Spieler 2      |
| ----- | -------------- | -------- | -------------- |
| 1     | Stuart Bingham | 30:30    | John Higgins   |
| 2     | Shaun Murphy   | 31:31    | Ali Carter     |
| 3     | Mark King      | 31:31    | Peter Ebdon    |
| 4     | Marco Fu       | 31:31    | Stuart Bingham |
| 5     | John Higgins   | 30:30    | Shaun Murphy   |
| 6     | Ali Carter     | 03:03    | Mark King      |
| 7     | Peter Ebdon    | 31:31    | Marco Fu       |
| 8     | Stuart Bingham | 32:32    | Shaun Murphy   |
| 9     | John Higgins   | 31:31    | Ali Carter     |
| 10    | Mark King      | 23:23    | Marco Fu       |
| 11    | Shaun Murphy   | 13:13    | Marco Fu       |
| 12    | Peter Ebdon    | 13:13    | Ali Carter     |

| Spiel | Spieler 1      | Ergebnis | Spieler 2      |
| ----- | -------------- | -------- | -------------- |
| 1     | Stuart Bingham | 30:30    | John Higgins   |
| 2     | Shaun Murphy   | 31:31    | Ali Carter     |
| 3     | Mark King      | 31:31    | Peter Ebdon    |
| 4     | Marco Fu       | 31:31    | Stuart Bingham |
| 5     | John Higgins   | 30:30    | Shaun Murphy   |
| 6     | Ali Carter     | 03:03    | Mark King      |
| 7     | Peter Ebdon    | 31:31    | Marco Fu       |
| 8     | Stuart Bingham | 32:32    | Shaun Murphy   |
| 9     | John Higgins   | 31:31    | Ali Carter     |
| 10    | Mark King      | 23:23    | Marco Fu       |
| 11    | Shaun Murphy   | 13:13    | Marco Fu       |
| 12    | Peter Ebdon    | 13:13    | Ali Carter     |

| Spiel | Spieler 1      | Ergebnis | Spieler 2   |
| ----- | -------------- | -------- | ----------- |
| 13    | Stuart Bingham | 13:13    | Peter Ebdon |
| 14    | John Higgins   | 32:32    | Mark King   |
| 15    | Ali Carter     | 13:13    | Marco Fu    |
| 16    | Shaun Murphy   | 31:31    | Peter Ebdon |
| 17    | John Higgins   | 30:30    | Marco Fu    |
| 18    | Stuart Bingham | 31:31    | Mark King   |
| 19    | John Higgins   | 03:03    | Peter Ebdon |
| 20    | Shaun Murphy   | 13:13    | Mark King   |
| 21    | Stuart Bingham | 32:32    | Ali Carter  |

| Spiel | Spieler 1      | Ergebnis | Spieler 2   |
| ----- | -------------- | -------- | ----------- |
| 13    | Stuart Bingham | 13:13    | Peter Ebdon |
| 14    | John Higgins   | 32:32    | Mark King   |
| 15    | Ali Carter     | 13:13    | Marco Fu    |
| 16    | Shaun Murphy   | 31:31    | Peter Ebdon |
| 17    | John Higgins   | 30:30    | Marco Fu    |
| 18    | Stuart Bingham | 31:31    | Mark King   |
| 19    | John Higgins   | 03:03    | Peter Ebdon |
| 20    | Shaun Murphy   | 13:13    | Mark King   |
| 21    | Stuart Bingham | 32:32    | Ali Carter  |

#### Tabelle
| Pos. | Spieler        | Gegner | Gegner | Gegner | Gegner | Gegner | Gegner | Gegner | Partien | Frames | Punkte | Preisgeld NB |
| ---- | -------------- | ------ | ------ | ------ | ------ | ------ | ------ | ------ | ------- | ------ | ------ | ------------ |
| Pos. | Spieler        | CAR    | MUR    | EBD    | KIN    | MFU    | BIN    | HIG    | Partien | Frames | Punkte | Preisgeld NB |
| 1    | Ali Carter     |        | 3:1    | 1:3    | 3:0    | 3:1    | 3:2    | 3:1    | 5:1     | 16:8   | 5      | 3200 £       |
| 2    | Shaun Murphy   | 1:3    |        | 1:3    | 3:1    | 3:1    | 3:2    | 3:0    | 4:2     | 14:10  | 4      | HB6700 £ HB  |
| 3    | Peter Ebdon    | 3:1    | 3:1    |        | 3:1    | 1:3    | 1:3    | 0:3    | 3:3     | 11:12  | 3      | 2700 £       |
| 4    | Mark King      | 0:3    | 1:3    | 1:3    |        | 3:2    | 3:1    | 3:2    | 3:3     | 11:14  | 4      | 4600 £       |
| 5    | Marco Fu       | 1:3    | 1:3    | 3:1    | 2:3    |        | 1:3    | 3:0    | 2:4     | 11:13  | 2      | 1100 £       |
| 6    | Stuart Bingham | 2:3    | 2:3    | 3:1    | 1:3    | 3:1    |        | 0:3    | 2:4     | 11:14  | 2      | 1100 £       |
| 7    | John Higgins   | 1:3    | 0:3    | 3:0    | 2:3    | 0:3    | 3:0    |        | 2:4     | 9:12   | 2      | 0900 £       |

Qualifikation für das Halbfinale der Gruppe 3
Qualifikation für Gruppe 4

#### K.-o.-Phase
|  | Halbfinale Best of 5 Frames | Halbfinale Best of 5 Frames | Halbfinale Best of 5 Frames |  |  | Finale Best of 5 Frames | Finale Best of 5 Frames | Finale Best of 5 Frames |
|  |                             |                             |                             |  |  |                         |                         |                         |
|  |                             |                             |                             |  |  |                         |                         |                         |
|  | 1                           | Ali Carter                  | 2                           |  |  |                         |                         |                         |
|  | 4                           | Mark King                   | 3                           |  |  |                         |                         |                         |
|  |                             |                             |                             |  |  | 4                       | Mark King               | 2                       |
|  |                             |                             |                             |  |  | 2                       | Shaun Murphy            | 3                       |
|  | 2                           | Shaun Murphy                | 3                           |  |  |                         |                         |                         |
|  | 3                           | Peter Ebdon                 | 2                           |  |  |                         |                         |                         |
|  |                             |                             |                             |  |  |                         |                         |                         |

### Gruppe 4
Die Partien der Gruppe 4 fanden am 26. und 27. Januar statt. Stephen Hendry, Mark Allen und Matthew Stevens hießen die drei Neuzugänge. Während Hendry gleich wieder ausschied, gewann Stevens die Vorrunde. In den Play-offs setzte sich aber im vierten Anlauf Ali Carter durch. Für ihn ging es damit in der Winners’ Group weiter. Peter Ebdon schied dagegen endgültig aus.

#### Gruppenspiele
| Spiel | Spieler 1       | Ergebnis | Spieler 2       |
| ----- | --------------- | -------- | --------------- |
| 1     | Mark King       | 30:30    | Ali Carter      |
| 2     | Peter Ebdon     | 31:31    | Marco Fu        |
| 3     | Stephen Hendry  | 31:31    | Mark Allen      |
| 4     | Matthew Stevens | 03:03    | Mark King       |
| 5     | Ali Carter      | 03:03    | Peter Ebdon     |
| 6     | Marco Fu        | 13:13    | Stephen Hendry  |
| 7     | Mark Allen      | 31:31    | Matthew Stevens |
| 8     | Mark King       | 23:23    | Peter Ebdon     |
| 9     | Ali Carter      | 31:31    | Marco Fu        |
| 10    | Stephen Hendry  | 32:32    | Matthew Stevens |
| 11    | Peter Ebdon     | 13:13    | Matthew Stevens |
| 12    | Mark Allen      | 13:13    | Marco Fu        |

| Spiel | Spieler 1       | Ergebnis | Spieler 2       |
| ----- | --------------- | -------- | --------------- |
| 1     | Mark King       | 30:30    | Ali Carter      |
| 2     | Peter Ebdon     | 31:31    | Marco Fu        |
| 3     | Stephen Hendry  | 31:31    | Mark Allen      |
| 4     | Matthew Stevens | 03:03    | Mark King       |
| 5     | Ali Carter      | 03:03    | Peter Ebdon     |
| 6     | Marco Fu        | 13:13    | Stephen Hendry  |
| 7     | Mark Allen      | 31:31    | Matthew Stevens |
| 8     | Mark King       | 23:23    | Peter Ebdon     |
| 9     | Ali Carter      | 31:31    | Marco Fu        |
| 10    | Stephen Hendry  | 32:32    | Matthew Stevens |
| 11    | Peter Ebdon     | 13:13    | Matthew Stevens |
| 12    | Mark Allen      | 13:13    | Marco Fu        |

| Spiel | Spieler 1   | Ergebnis | Spieler 2       |
| ----- | ----------- | -------- | --------------- |
| 13    | Mark King   | 23:23    | Mark Allen      |
| 14    | Ali Carter  | 23:23    | Stephen Hendry  |
| 15    | Marco Fu    | 31:31    | Matthew Stevens |
| 16    | Peter Ebdon | 31:31    | Mark Allen      |
| 17    | Ali Carter  | 32:32    | Matthew Stevens |
| 18    | Mark King   | 31:31    | Stephen Hendry  |
| 19    | Peter Ebdon | 23:23    | Stephen Hendry  |
| 20    | Ali Carter  | 03:03    | Mark Allen      |
| 21    | Mark King   | 23:23    | Marco Fu        |

| Spiel | Spieler 1   | Ergebnis | Spieler 2       |
| ----- | ----------- | -------- | --------------- |
| 13    | Mark King   | 23:23    | Mark Allen      |
| 14    | Ali Carter  | 23:23    | Stephen Hendry  |
| 15    | Marco Fu    | 31:31    | Matthew Stevens |
| 16    | Peter Ebdon | 31:31    | Mark Allen      |
| 17    | Ali Carter  | 32:32    | Matthew Stevens |
| 18    | Mark King   | 31:31    | Stephen Hendry  |
| 19    | Peter Ebdon | 23:23    | Stephen Hendry  |
| 20    | Ali Carter  | 03:03    | Mark Allen      |
| 21    | Mark King   | 23:23    | Marco Fu        |

#### Tabelle
| Pos. | Spieler         | Gegner | Gegner | Gegner | Gegner | Gegner | Gegner | Gegner | Partien | Frames | Punkte | Preisgeld NB |
| ---- | --------------- | ------ | ------ | ------ | ------ | ------ | ------ | ------ | ------- | ------ | ------ | ------------ |
| Pos. | Spieler         | STE    | CAR    | MFU    | ALL    | KIN    | EBD    | HEN    | Partien | Frames | Punkte | Preisgeld NB |
| 1    | Matthew Stevens |        | 3:2    | 3:1    | 3:1    | 3:0    | 1:3    | 3:2    | 5:1     | 16:9   | 5      | HB3100 £ HB  |
| 2    | Ali Carter      | 2:3    |        | 1:3    | 3:0    | 3:0    | 3:0    | 3:2    | 4:2     | 15:8   | 4      | 6300 £       |
| 3    | Marco Fu        | 1:3    | 3:1    |        | 1:3    | 2:3    | 3:1    | 3:1    | 3:3     | 13:12  | 3      | 2900 £       |
| 4    | Mark Allen      | 1:3    | 0:3    | 3:1    |        | 2:3    | 3:1    | 3:1    | 3:3     | 12:12  | 3      | 4400 £       |
| 5    | Mark King       | 0:3    | 0:3    | 3:2    | 3:2    |        | 3:2    | 1:3    | 3:3     | 10:15  | 3      | 1000 £       |
| 6    | Peter Ebdon     | 3:1    | 0:3    | 1:3    | 1:3    | 2:3    |        | 3:2    | 2:4     | 10:15  | 2      | 1000 £       |
| 7    | Stephen Hendry  | 2:3    | 2:3    | 1:3    | 1:3    | 3:1    | 2:3    |        | 1:5     | 11:16  | 1      | 1100 £       |

Qualifikation für das Halbfinale der Gruppe 4
Qualifikation für Gruppe 5

#### K.-o.-Phase
|  | Halbfinale Best of 5 Frames | Halbfinale Best of 5 Frames | Halbfinale Best of 5 Frames |  |  | Finale Best of 5 Frames | Finale Best of 5 Frames | Finale Best of 5 Frames |
|  |                             |                             |                             |  |  |                         |                         |                         |
|  |                             |                             |                             |  |  |                         |                         |                         |
|  | 1                           | Matthew Stevens             | 0                           |  |  |                         |                         |                         |
|  | 4                           | Mark Allen                  | 3                           |  |  |                         |                         |                         |
|  |                             |                             |                             |  |  | 4                       | Mark Allen              | 1                       |
|  |                             |                             |                             |  |  | 2                       | Ali Carter              | 3                       |
|  | 2                           | Ali Carter                  | 3                           |  |  |                         |                         |                         |
|  | 3                           | Marco Fu                    | 2                           |  |  |                         |                         |                         |
|  |                             |                             |                             |  |  |                         |                         |                         |

### Gruppe 5
Die Partien der Gruppe 5 fanden am 28. Februar und 1. März statt. Mark Allen kam zum zweiten Mal in Folge ins Finale. Doch er verlor erneut, diesmal gegen Ryan Day, der sich im ersten Anlauf die Endgruppenteilnahme sicherte. Er hatte Marco Fu ersetzt, der seine weitere Teilnahme aufgeschoben hatte. Liang Wenbo als weiterer Neuzugang sicherte sich den Verbleib in Gruppe 6, während sein Landsmann Ding Junhui und Ricky Walden nach ihrem ersten Auftritt schon wieder ausschieden.

#### Gruppenspiele
| Spiel | Spieler 1       | Ergebnis | Spieler 2       |
| ----- | --------------- | -------- | --------------- |
| 1     | Mark Allen      | 03:03    | Matthew Stevens |
| 2     | Ryan Day        | 30:30    | Mark King       |
| 3     | Ding Junhui     | 03:03    | Ricky Walden    |
| 4     | Liang Wenbo     | 32:32    | Mark Allen      |
| 5     | Matthew Stevens | 23:23    | Ryan Day        |
| 6     | Mark King       | 32:32    | Ding Junhui     |
| 7     | Ricky Walden    | 30:30    | Liang Wenbo     |
| 8     | Mark Allen      | 31:31    | Ryan Day        |
| 9     | Matthew Stevens | 30:30    | Mark King       |
| 10    | Ding Junhui     | 31:31    | Liang Wenbo     |
| 11    | Ryan Day        | 23:23    | Liang Wenbo     |
| 12    | Ricky Walden    | 23:23    | Mark King       |

| Spiel | Spieler 1       | Ergebnis | Spieler 2       |
| ----- | --------------- | -------- | --------------- |
| 1     | Mark Allen      | 03:03    | Matthew Stevens |
| 2     | Ryan Day        | 30:30    | Mark King       |
| 3     | Ding Junhui     | 03:03    | Ricky Walden    |
| 4     | Liang Wenbo     | 32:32    | Mark Allen      |
| 5     | Matthew Stevens | 23:23    | Ryan Day        |
| 6     | Mark King       | 32:32    | Ding Junhui     |
| 7     | Ricky Walden    | 30:30    | Liang Wenbo     |
| 8     | Mark Allen      | 31:31    | Ryan Day        |
| 9     | Matthew Stevens | 30:30    | Mark King       |
| 10    | Ding Junhui     | 31:31    | Liang Wenbo     |
| 11    | Ryan Day        | 23:23    | Liang Wenbo     |
| 12    | Ricky Walden    | 23:23    | Mark King       |

| Spiel | Spieler 1       | Ergebnis | Spieler 2    |
| ----- | --------------- | -------- | ------------ |
| 13    | Mark Allen      | 03:03    | Ricky Walden |
| 14    | Matthew Stevens | 03:03    | Ding Junhui  |
| 15    | Mark King       | 13:13    | Liang Wenbo  |
| 16    | Ryan Day        | 23:23    | Ricky Walden |
| 17    | Matthew Stevens | 30:30    | Liang Wenbo  |
| 18    | Mark Allen      | 23:23    | Ding Junhui  |
| 19    | Ryan Day        | 13:13    | Ding Junhui  |
| 20    | Matthew Stevens | 13:13    | Ricky Walden |
| 21    | Mark Allen      | 03:03    | Mark King    |

| Spiel | Spieler 1       | Ergebnis | Spieler 2    |
| ----- | --------------- | -------- | ------------ |
| 13    | Mark Allen      | 03:03    | Ricky Walden |
| 14    | Matthew Stevens | 03:03    | Ding Junhui  |
| 15    | Mark King       | 13:13    | Liang Wenbo  |
| 16    | Ryan Day        | 23:23    | Ricky Walden |
| 17    | Matthew Stevens | 30:30    | Liang Wenbo  |
| 18    | Mark Allen      | 23:23    | Ding Junhui  |
| 19    | Ryan Day        | 13:13    | Ding Junhui  |
| 20    | Matthew Stevens | 13:13    | Ricky Walden |
| 21    | Mark Allen      | 03:03    | Mark King    |

#### Tabelle
| Pos. | Spieler         | Gegner | Gegner | Gegner | Gegner | Gegner | Gegner | Gegner | Partien | Frames | Punkte | Preisgeld NB |
| ---- | --------------- | ------ | ------ | ------ | ------ | ------ | ------ | ------ | ------- | ------ | ------ | ------------ |
| Pos. | Spieler         | ALL    | DAY    | LIA    | KIN    | STE    | DIN    | WAL    | Partien | Frames | Punkte | Preisgeld NB |
| 1    | Mark Allen      |        | 1:3    | 3:2    | 3:0    | 3:0    | 3:2    | 3:1    | 5:1     | 16:8   | 1      | 4500 £       |
| 2    | Ryan Day        | 3:1    |        | 3:2    | 0:3    | 2:3    | 3:1    | 3:2    | 4:2     | 14:12  | 4      | 6200 £       |
| 3    | Liang Wenbo     | 2:3    | 2:3    |        | 1:3    | 3:0    | 3:1    | 3:0    | 3:3     | 14:10  | 3      | 3000 £       |
| 4    | Mark King       | 0:3    | 3:0    | 3:1    |        | 3:0    | 2:3    | 2:3    | 3:3     | 13:10  | 3      | HB3150 £ HB  |
| 5    | Matthew Stevens | 0:3    | 3:2    | 0:3    | 0:3    |        | 3:0    | 3:1    | 3:3     | 9:12   | 3      | HB1150 £ HB  |
| 6    | Ding Junhui     | 2:3    | 1:3    | 1:3    | 3:2    | 0:3    |        | 3:0    | 2:4     | 10:14  | 2      | 1000 £       |
| 7    | Ricky Walden    | 1:3    | 2:3    | 0:3    | 3:2    | 1:3    | 0:3    |        | 1:5     | 7:17   | 1      | 0600 £       |

Qualifikation für das Halbfinale der Gruppe 5
Qualifikation für Gruppe 6

#### K.-o.-Phase
|  | Halbfinale Best of 5 Frames | Halbfinale Best of 5 Frames | Halbfinale Best of 5 Frames |  |  | Finale Best of 5 Frames | Finale Best of 5 Frames | Finale Best of 5 Frames |
|  |                             |                             |                             |  |  |                         |                         |                         |
|  |                             |                             |                             |  |  |                         |                         |                         |
|  | 1                           | Mark Allen                  | 3                           |  |  |                         |                         |                         |
|  | 4                           | Mark King                   | 2                           |  |  |                         |                         |                         |
|  |                             |                             |                             |  |  | 1                       | Mark Allen              | 0                       |
|  |                             |                             |                             |  |  | 2                       | Ryan Day                | 3                       |
|  | 2                           | Ryan Day                    | 3                           |  |  |                         |                         |                         |
|  | 3                           | Liang Wenbo                 | 2                           |  |  |                         |                         |                         |
|  |                             |                             |                             |  |  |                         |                         |                         |

### Gruppe 6
Die Partien der Gruppe 6 fanden am 2. und 3. März statt. Mark Allen qualifizierte sich diesmal nur mit Mühe für die K.-o.-Runde, gewann dann aber souverän ohne Frameverlust und qualifizierte sich als vorletzter Spieler für die Winners’ Group. Dominic Dale, Marcus Campbell und Joe Perry waren neu hinzugekommen und sicherten sich alle noch eine zweite Chance in Gruppe 7. Für Jamie Cope und Mark King war das Turnier dagegen beendet.

#### Gruppenspiele
| Spiel | Spieler 1       | Ergebnis | Spieler 2       |
| ----- | --------------- | -------- | --------------- |
| 1     | Mark Allen      | 32:32    | Liang Wenbo     |
| 2     | Mark King       | 03:03    | Matthew Stevens |
| 3     | Judd Trump      | 23:23    | Mark Davis      |
| 4     | Stephen Lee     | 23:23    | Mark Allen      |
| 5     | Liang Wenbo     | 32:32    | Mark King       |
| 6     | Matthew Stevens | 32:32    | Judd Trump      |
| 7     | Mark Davis      | 23:23    | Stephen Lee     |
| 8     | Mark Allen      | 03:03    | Mark King       |
| 9     | Liang Wenbo     | 32:32    | Matthew Stevens |
| 10    | Judd Trump      | 32:32    | Stephen Lee     |
| 11    | Mark King       | 30:30    | Stephen Lee     |
| 12    | Mark Davis      | 30:30    | Matthew Stevens |

| Spiel | Spieler 1       | Ergebnis | Spieler 2       |
| ----- | --------------- | -------- | --------------- |
| 1     | Mark Allen      | 32:32    | Liang Wenbo     |
| 2     | Mark King       | 03:03    | Matthew Stevens |
| 3     | Judd Trump      | 23:23    | Mark Davis      |
| 4     | Stephen Lee     | 23:23    | Mark Allen      |
| 5     | Liang Wenbo     | 32:32    | Mark King       |
| 6     | Matthew Stevens | 32:32    | Judd Trump      |
| 7     | Mark Davis      | 23:23    | Stephen Lee     |
| 8     | Mark Allen      | 03:03    | Mark King       |
| 9     | Liang Wenbo     | 32:32    | Matthew Stevens |
| 10    | Judd Trump      | 32:32    | Stephen Lee     |
| 11    | Mark King       | 30:30    | Stephen Lee     |
| 12    | Mark Davis      | 30:30    | Matthew Stevens |

| Spiel | Spieler 1       | Ergebnis | Spieler 2       |
| ----- | --------------- | -------- | --------------- |
| 13    | Mark Allen      | 03:03    | Mark Davis      |
| 14    | Liang Wenbo     | 13:13    | Judd Trump      |
| 15    | Matthew Stevens | 03:03    | Stephen Lee     |
| 16    | Mark King       | 13:13    | Mark Davis      |
| 17    | Liang Wenbo     | 31:31    | Stephen Lee     |
| 18    | Mark Allen      | 03:03    | Judd Trump      |
| 19    | Mark King       | 13:13    | Judd Trump      |
| 20    | Liang Wenbo     | 03:03    | Mark Davis      |
| 21    | Mark Allen      | 31:31    | Matthew Stevens |

| Spiel | Spieler 1       | Ergebnis | Spieler 2       |
| ----- | --------------- | -------- | --------------- |
| 13    | Mark Allen      | 03:03    | Mark Davis      |
| 14    | Liang Wenbo     | 13:13    | Judd Trump      |
| 15    | Matthew Stevens | 03:03    | Stephen Lee     |
| 16    | Mark King       | 13:13    | Mark Davis      |
| 17    | Liang Wenbo     | 31:31    | Stephen Lee     |
| 18    | Mark Allen      | 03:03    | Judd Trump      |
| 19    | Mark King       | 13:13    | Judd Trump      |
| 20    | Liang Wenbo     | 03:03    | Mark Davis      |
| 21    | Mark Allen      | 31:31    | Matthew Stevens |

#### Tabelle
| Pos. | Spieler         | Gegner | Gegner | Gegner | Gegner | Gegner | Gegner | Gegner | Partien | Frames | Punkte | Preisgeld NB |
| ---- | --------------- | ------ | ------ | ------ | ------ | ------ | ------ | ------ | ------- | ------ | ------ | ------------ |
| Pos. | Spieler         | STE    | LEE    | KIN    | ALL    | LIA    | TRU    | DAV    | Partien | Frames | Punkte | Preisgeld NB |
| 1    | Matthew Stevens |        | 3:0    | 0:3    | 3:1    | 3:2    | 2:3    | 3:0    | 4:2     | 14:9   | 4      | 2400 £       |
| 2    | Stephen Lee     | 0:3    |        | 3:0    | 3:2    | 3:1    | 3:2    | 2:3    | 4:2     | 14:11  | 4      | 4300 £       |
| 3    | Mark King       | 3:0    | 0:3    |        | 0:3    | 3:2    | 3:1    | 3:1    | 4:2     | 12:10  | 4      | 2500 £       |
| 4    | Mark Allen      | 1:3    | 2:3    | 3:0    |        | 2:3    | 3:0    | 3:0    | 3:3     | 14:9   | 3      | 6200 £       |
| 5    | Liang Wenbo     | 2:3    | 1:3    | 2:3    | 3:2    |        | 3:1    | 3:0    | 3:3     | 14:12  | 3      | HB1900 £ HB  |
| 6    | Judd Trump      | 3:2    | 2:3    | 1:3    | 0:3    | 1:3    |        | 3:2    | 2:4     | 10:16  | 2      | 1000 £       |
| 7    | Mark Davis      | 0:3    | 3:2    | 1:3    | 0:3    | 0:3    | 2:3    |        | 1:5     | 6:17   | 1      | 0600 £       |

Qualifikation für das Halbfinale der Gruppe 6
Qualifikation für Gruppe 7

#### K.-o.-Phase
|  | Halbfinale Best of 5 Frames | Halbfinale Best of 5 Frames | Halbfinale Best of 5 Frames |  |  | Finale Best of 5 Frames | Finale Best of 5 Frames | Finale Best of 5 Frames |
|  |                             |                             |                             |  |  |                         |                         |                         |
|  |                             |                             |                             |  |  |                         |                         |                         |
|  | 1                           | Matthew Stevens             | 0                           |  |  |                         |                         |                         |
|  | 4                           | Mark Allen                  | 3                           |  |  |                         |                         |                         |
|  |                             |                             |                             |  |  | 4                       | Mark Allen              | 3                       |
|  |                             |                             |                             |  |  | 2                       | Stephen Lee             | 0                       |
|  | 2                           | Stephen Lee                 | 3                           |  |  |                         |                         |                         |
|  | 3                           | Mark King                   | 1                           |  |  |                         |                         |                         |
|  |                             |                             |                             |  |  |                         |                         |                         |

### Gruppe 7
Die Partien der Gruppe 7 am 21. und 22. März beendeten die Vorrunde des Turniers. Andrew Higginson und Martin Gould kamen als letzte Spieler dazu, Marco Fu kehrte noch einmal zurück, aber keiner nutzte die letzte Chance. In der Gruppenphase lag Matthew Stevens noch knapp hinter Liang Wenbo, im Endspiel besiegte er ihn klar mit 3:0 und sicherte sich den letzten Platz in der Winners’ Group.

#### Gruppenspiele
| Spiel | Spieler 1        | Ergebnis | Spieler 2        |
| ----- | ---------------- | -------- | ---------------- |
| 1     | Stephen Lee      | 23:23    | Marco Fu         |
| 2     | Mark King        | 13:13    | Liang Wenbo      |
| 3     | Martin Gould     | 30:30    | Andrew Higginson |
| 4     | Matthew Stevens  | 31:31    | Stephen Lee      |
| 5     | Matthew Stevens  | 23:23    | Mark King        |
| 6     | Liang Wenbo      | 32:32    | Martin Gould     |
| 7     | Andrew Higginson | 30:30    | Marco Fu         |
| 8     | Stephen Lee      | 23:23    | Mark King        |
| 9     | Matthew Stevens  | 32:32    | Liang Wenbo      |
| 10    | Martin Gould     | 30:30    | Marco Fu         |
| 11    | Mark King        | 13:13    | Marco Fu         |
| 12    | Andrew Higginson | 30:30    | Liang Wenbo      |

| Spiel | Spieler 1        | Ergebnis | Spieler 2        |
| ----- | ---------------- | -------- | ---------------- |
| 1     | Stephen Lee      | 23:23    | Marco Fu         |
| 2     | Mark King        | 13:13    | Liang Wenbo      |
| 3     | Martin Gould     | 30:30    | Andrew Higginson |
| 4     | Matthew Stevens  | 31:31    | Stephen Lee      |
| 5     | Matthew Stevens  | 23:23    | Mark King        |
| 6     | Liang Wenbo      | 32:32    | Martin Gould     |
| 7     | Andrew Higginson | 30:30    | Marco Fu         |
| 8     | Stephen Lee      | 23:23    | Mark King        |
| 9     | Matthew Stevens  | 32:32    | Liang Wenbo      |
| 10    | Martin Gould     | 30:30    | Marco Fu         |
| 11    | Mark King        | 13:13    | Marco Fu         |
| 12    | Andrew Higginson | 30:30    | Liang Wenbo      |

| Spiel | Spieler 1       | Ergebnis | Spieler 2        |
| ----- | --------------- | -------- | ---------------- |
| 13    | Stephen Lee     | 30:30    | Andrew Higginson |
| 14    | Matthew Stevens | 13:13    | Martin Gould     |
| 15    | Liang Wenbo     | 13:13    | Marco Fu         |
| 16    | Mark King       | 32:32    | Andrew Higginson |
| 17    | Matthew Stevens | 13:13    | Marco Fu         |
| 18    | Stephen Lee     | 13:13    | Martin Gould     |
| 19    | Mark King       | 31:31    | Martin Gould     |
| 20    | Matthew Stevens | 23:23    | Andrew Higginson |
| 21    | Stephen Lee     | 30:30    | Liang Wenbo      |

| Spiel | Spieler 1       | Ergebnis | Spieler 2        |
| ----- | --------------- | -------- | ---------------- |
| 13    | Stephen Lee     | 30:30    | Andrew Higginson |
| 14    | Matthew Stevens | 13:13    | Martin Gould     |
| 15    | Liang Wenbo     | 13:13    | Marco Fu         |
| 16    | Mark King       | 32:32    | Andrew Higginson |
| 17    | Matthew Stevens | 13:13    | Marco Fu         |
| 18    | Stephen Lee     | 13:13    | Martin Gould     |
| 19    | Mark King       | 31:31    | Martin Gould     |
| 20    | Matthew Stevens | 23:23    | Andrew Higginson |
| 21    | Stephen Lee     | 30:30    | Liang Wenbo      |

#### Tabelle
| Pos. | Spieler          | Gegner | Gegner | Gegner | Gegner | Gegner | Gegner | Gegner | Partien | Frames | Punkte | Preisgeld NB |
| ---- | ---------------- | ------ | ------ | ------ | ------ | ------ | ------ | ------ | ------- | ------ | ------ | ------------ |
| Pos. | Spieler          | LIA    | STE    | LEE    | HIG    | KIN    | MFU    | GOU    | Partien | Frames | Punkte | Preisgeld NB |
| 1    | Liang Wenbo      |        | 3:2    | 3:0    | 3:0    | 1:3    | 3:1    | 2:3    | 4:2     | 15:9   | 4      | 4400 £       |
| 2    | Matthew Stevens  | 2:3    |        | 1:3    | 3:2    | 3:2    | 3:1    | 3:1    | 4:2     | 15:12  | 4      | HB6800 £ HB  |
| 3    | Stephen Lee      | 0:3    | 3:1    |        | 0:3    | 3:2    | 3:2    | 3:1    | 4:2     | 12:12  | 4      | 2500 £       |
| 4    | Andrew Higginson | 0:3    | 2:3    | 3:0    |        | 3:2    | 0:3    | 3:0    | 3:3     | 11:11  | 3      | 2700 £       |
| 5    | Mark King        | 3:1    | 2:3    | 2:3    | 2:3    |        | 3:1    | 1:3    | 2:4     | 13:14  | 2      | 1300 £       |
| 6    | Marco Fu         | 1:3    | 1:3    | 2:3    | 3:0    | 1:3    |        | 3:0    | 2:4     | 10:12  | 2      | 1100 £       |
| 7    | Martin Gould     | 3:2    | 1:3    | 1:3    | 0:3    | 3:1    | 0:3    |        | 2:4     | 8:15   | 2      | 0800 £       |

Qualifikation für das Halbfinale der Gruppe 7

#### K.-o.-Phase
|  | Halbfinale Best of 5 Frames | Halbfinale Best of 5 Frames | Halbfinale Best of 5 Frames |  |  | Finale Best of 5 Frames | Finale Best of 5 Frames | Finale Best of 5 Frames |
|  |                             |                             |                             |  |  |                         |                         |                         |
|  |                             |                             |                             |  |  |                         |                         |                         |
|  | 1                           | Liang Wenbo                 | 3                           |  |  |                         |                         |                         |
|  | 4                           | Andrew Higginson            | 2                           |  |  |                         |                         |                         |
|  |                             |                             |                             |  |  | 1                       | Liang Wenbo             | 0                       |
|  |                             |                             |                             |  |  | 2                       | Matthew Stevens         | 3                       |
|  | 2                           | Matthew Stevens             | 3                           |  |  |                         |                         |                         |
|  | 3                           | Stephen Lee                 | 1                           |  |  |                         |                         |                         |
|  |                             |                             |                             |  |  |                         |                         |                         |

## Winners’ Group

### Gruppenspiele
Die Sieger der sieben Gruppen hatten sich für die Gruppenphase der Finalrunde qualifiziert und spielten im Round-Robin-Modus um den Einzug ins Halbfinale. Die Spiele fanden am 23. und 24. März statt. Matthew Stevens, der sich erst unmittelbar davor in Gruppe 7 qualifiziert hatte, verlor nur sein Auftaktspiel und gewann danach alle Spiele bis zum Sieg im Finale.

#### Gruppenspiele
| Spiel | Spieler 1       | Ergebnis | Spieler 2       |
| ----- | --------------- | -------- | --------------- |
| 1     | Mark Selby      | 31:31    | Mark Williams   |
| 2     | Shaun Murphy    | 13:13    | Ali Carter      |
| 3     | Ryan Day        | 32:32    | Mark Allen      |
| 4     | Matthew Stevens | 31:31    | Mark Selby      |
| 5     | Mark Williams   | 31:31    | Shaun Murphy    |
| 6     | Ali Carter      | 03:03    | Ryan Day        |
| 7     | Mark Allen      | 30:30    | Matthew Stevens |
| 8     | Mark Selby      | 23:23    | Shaun Murphy    |
| 9     | Mark Williams   | 32:32    | Ali Carter      |
| 10    | Ryan Day        | 30:30    | Matthew Stevens |
| 11    | Shaun Murphy    | 32:32    | Matthew Stevens |
| 12    | Mark Allen      | 23:23    | Ali Carter      |

| Spiel | Spieler 1       | Ergebnis | Spieler 2       |
| ----- | --------------- | -------- | --------------- |
| 1     | Mark Selby      | 31:31    | Mark Williams   |
| 2     | Shaun Murphy    | 13:13    | Ali Carter      |
| 3     | Ryan Day        | 32:32    | Mark Allen      |
| 4     | Matthew Stevens | 31:31    | Mark Selby      |
| 5     | Mark Williams   | 31:31    | Shaun Murphy    |
| 6     | Ali Carter      | 03:03    | Ryan Day        |
| 7     | Mark Allen      | 30:30    | Matthew Stevens |
| 8     | Mark Selby      | 23:23    | Shaun Murphy    |
| 9     | Mark Williams   | 32:32    | Ali Carter      |
| 10    | Ryan Day        | 30:30    | Matthew Stevens |
| 11    | Shaun Murphy    | 32:32    | Matthew Stevens |
| 12    | Mark Allen      | 23:23    | Ali Carter      |

| Spiel | Spieler 1     | Ergebnis | Spieler 2       |
| ----- | ------------- | -------- | --------------- |
| 13    | Mark Selby    | 32:32    | Mark Allen      |
| 14    | Mark Williams | 23:23    | Ryan Day        |
| 15    | Ali Carter    | 32:32    | Matthew Stevens |
| 16    | Shaun Murphy  | 13:13    | Mark Allen      |
| 17    | Mark Williams | 31:31    | Matthew Stevens |
| 18    | Mark Selby    | 31:31    | Ryan Day        |
| 19    | Shaun Murphy  | 32:32    | Ryan Day        |
| 20    | Mark Williams | 03:03    | Mark Allen      |
| 21    | Mark Selby    | 30:30    | Ali Carter      |

| Spiel | Spieler 1     | Ergebnis | Spieler 2       |
| ----- | ------------- | -------- | --------------- |
| 13    | Mark Selby    | 32:32    | Mark Allen      |
| 14    | Mark Williams | 23:23    | Ryan Day        |
| 15    | Ali Carter    | 32:32    | Matthew Stevens |
| 16    | Shaun Murphy  | 13:13    | Mark Allen      |
| 17    | Mark Williams | 31:31    | Matthew Stevens |
| 18    | Mark Selby    | 31:31    | Ryan Day        |
| 19    | Shaun Murphy  | 32:32    | Ryan Day        |
| 20    | Mark Williams | 03:03    | Mark Allen      |
| 21    | Mark Selby    | 30:30    | Ali Carter      |

#### Tabelle
| Pos. | Spieler         | Gegner | Gegner | Gegner | Gegner | Gegner | Gegner | Gegner | Partien | Frames | Punkte | Preisgeld NB |
| ---- | --------------- | ------ | ------ | ------ | ------ | ------ | ------ | ------ | ------- | ------ | ------ | ------------ |
| Pos. | Spieler         | STE    | MUR    | CAR    | WIL    | ALL    | DAY    | SEL    | Partien | Frames | Punkte | Preisgeld NB |
| 1    | Matthew Stevens |        | 3:2    | 3:2    | 3:1    | 3:0    | 3:0    | 1:3    | 5:1     | 16:8   | 5      | 16.600 £     |
| 2    | Shaun Murphy    | 2:3    |        | 3:1    | 3:1    | 3:1    | 2:3    | 2:3    | 3:3     | 15:12  | 3      | 10.700 £     |
| 3    | Ali Carter      | 2:3    | 1:3    |        | 3:2    | 2:3    | 3:0    | 3:0    | 3:3     | 14:11  | 3      | 0.7800 £     |
| 4    | Mark Williams   | 1:3    | 1:3    | 2:3    |        | 3:0    | 3:2    | 3:1    | 3:3     | 13:12  | 3      | HB8200 £ HB  |
| 5    | Mark Allen      | 0:3    | 1:3    | 3:2    | 0:3    |        | 3:2    | 3:2    | 3:3     | 10:15  | 3      | 0.3000 £     |
| 6    | Ryan Day        | 0:3    | 3:2    | 0:3    | 2:3    | 2:3    |        | 3:1    | 2:4     | 10:15  | 2      | 0.3000 £     |
| 6    | Mark Selby      | 3:1    | 3:2    | 0:3    | 1:3    | 2:3    | 1:3    |        | 2:4     | 10:15  | 2      | 0.3000 £     |

Qualifikation für das Halbfinale der Winners’ Group

#### K.-o.-Phase
|  | Halbfinale Best of 5 Frames | Halbfinale Best of 5 Frames | Halbfinale Best of 5 Frames |  |  | Finale Best of 5 Frames | Finale Best of 5 Frames | Finale Best of 5 Frames |
|  |                             |                             |                             |  |  |                         |                         |                         |
|  |                             |                             |                             |  |  |                         |                         |                         |
|  | 1                           | Matthew Stevens             | 3                           |  |  |                         |                         |                         |
|  | 4                           | Mark Williams               | 1                           |  |  |                         |                         |                         |
|  |                             |                             |                             |  |  | 1                       | Matthew Stevens         | 3                       |
|  |                             |                             |                             |  |  | 2                       | Shaun Murphy            | 1                       |
|  | 2                           | Shaun Murphy                | 3                           |  |  |                         |                         |                         |
|  | 3                           | Ali Carter                  | 2                           |  |  |                         |                         |                         |
|  |                             |                             |                             |  |  |                         |                         |                         |

### Finale
| Finale: Best of 5 Frames Crondon Park Golf Club, Stock, England, 24. März 2011 |                |              |
| Matthew Stevens                                                                | 3:1            | Shaun Murphy |
| 67:18 (51), 0:107 (81), 54:40, 61:23                                           |                |              |
| 51                                                                             | Höchstes Break | 81           |
| –                                                                              | Century-Breaks | –            |
| 1                                                                              | 50+-Breaks     | 1            |

## Century-Breaks
86 Breaks mit dreistelliger Punktzahl wurden in den 8 Gruppen insgesamt erzielt. 19 der 26 Teilnehmer gelang mindestens ein Century-Break. Das höchste Break im Turnier spielte der Gesamtsieger Mark Williams in den Gruppenspielen der Winners’ Group.

### Qualifikationsgruppen
Anzahl: 78
| John Higgins      | 1421, 138, 133, 109, 106, 104                                         |
| Mark Williams     | 141, 1382, 137, 119, 107                                              |
| Liang Wenbo       | 1406, 131, 117, 104                                                   |
| Shaun Murphy      | 1393, 137, 122, 107, 101 (2×), 100                                    |
| Ronnie O’Sullivan | 1382, 132, 115, 113, 108, 101                                         |
| Graeme Dott       | 137                                                                   |
| Mark Selby        | 135, 124                                                              |
| Matthew Stevens   | 1365, 1344 / 7 (2×), 128, 126, 122, 116, 111, 108, 106, 101 (2×), 100 |
| Mark King         | 1365, 127, 122, 112, 108, 105                                         |
| Neil Robertson    | 133                                                                   |

| Marco Fu         | 133, 125, 112, 109, 108, 102                |
| Mark Allen       | 131, 121, 120, 119, 115, 103, 101 (2×), 100 |
| Stephen Hendry   | 129                                         |
| Ding Junhui      | 122, 115                                    |
| Ali Carter       | 121, 117, 108, 101                          |
| Stephen Lee      | 117                                         |
| Ryan Day         | 112                                         |
| Martin Gould     | 103                                         |
| Andrew Higginson | 102 (2×)                                    |

x die hochgestellte Zahl markiert das jeweils höchste Break in Gruppe x

### Winners’ Group
Anzahl: 8
| Mark Williams | 143           |
| Mark Allen    | 118           |
| Ryan Day      | 114, 102      |
| Shaun Murphy  | 112           |
| Ali Carter    | 102, 101, 100 |